# Bård Hoksrud

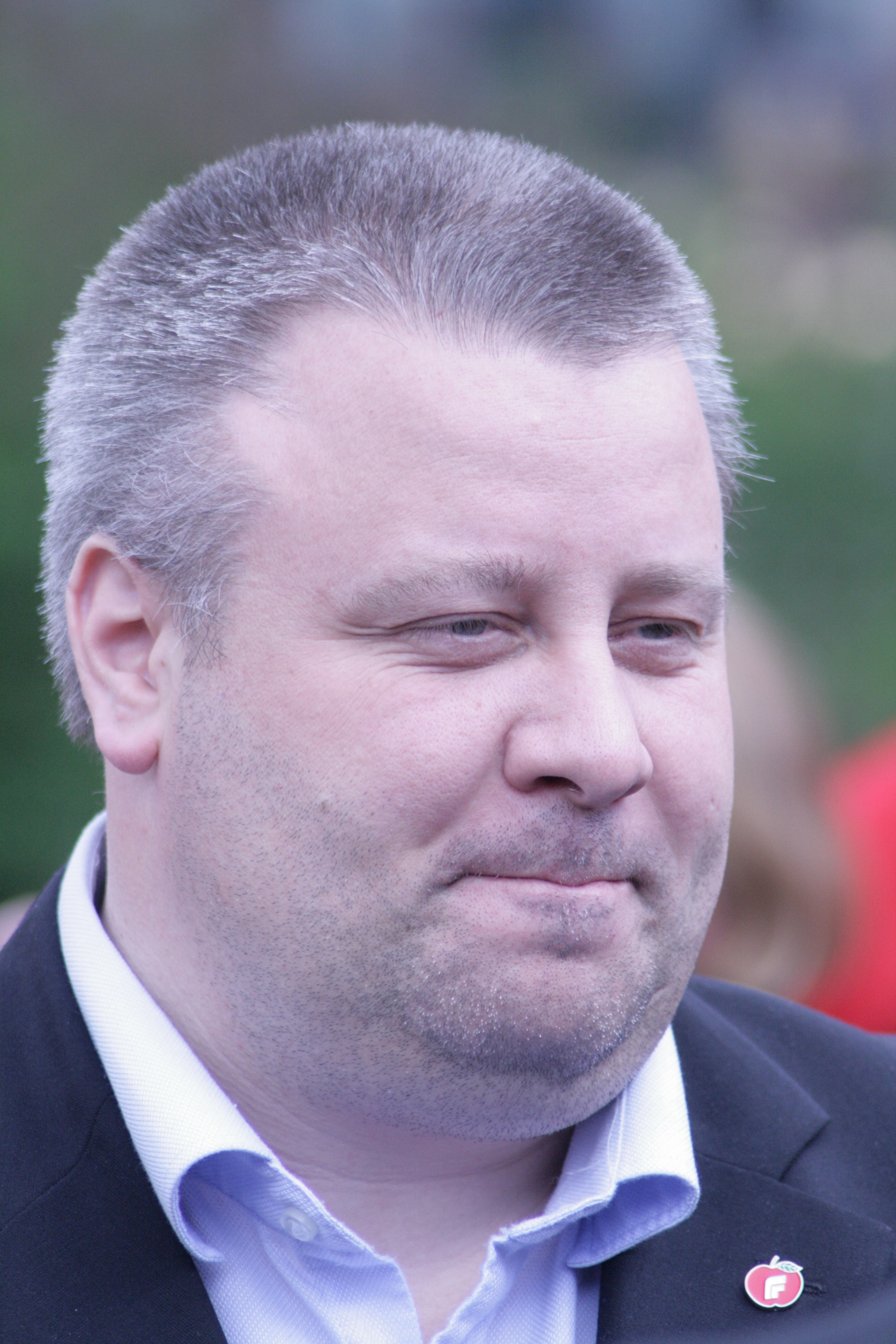
Bård Hoksrud (2009)

Bård Hoksrud (* 26. März 1973 in Porsgrunn) ist ein norwegischer Politiker der Fremskrittsparti (FrP). Von Oktober 2013 bis Juni 2015 diente er als Staatssekretär, von August 2018 bis Januar 2019 war er der Landwirtschaftsminister seines Landes. Seit 2005 ist er Abgeordneter im Storting.

## Leben
Hoksrud saß von 1991 bis 2011 im Kommunalparlament von Bamble. Von 1996 bis 2002 war er Mitglied des Vorstandes der Jugendorganisation Fremskrittspartiets Ungdom (FpU), von 1999 bis 2002 fungierte als Vorsitzender. In den Jahren 1999 bis 2002 und erneut von 2010 bis 2011 war er Mitglied im Vorstand der FrP. Zwischen 1999 und 2007 war er Abgeordneter im Fylkesting der damaligen Provinz Telemark.

### Abgeordneter im Storting
Bei der Parlamentswahl 2005 zog Hoksrud erstmals in das norwegische Nationalparlament Storting ein. Dort vertritt er den Wahlkreis Telemark und er wurde zunächst Mitglied im Transport- und Kommunikationsausschuss. Nach der Wahl 2009 wurde er dort der zweite stellvertretende Vorsitzende. In der Zeit von Oktober 2005 bis September 2011 war er Teil des Fraktionsvorstandes der FrP-Gruppierung.
Im Anschluss an die Stortingswahl 2013 wurde Bård Hoksrud am 16. Oktober 2013 zum Staatssekretär im Verkehrsministerium ernannt. Er behielt den Posten bis zum 5. Juni 2015. Danach kehrte er ins Parlament zurück, wo er zuvor aufgrund der Regierungsmitgliedschaft sein Mandat ruhen lassen musste. Er wurde nun Mitglied im Gesundheits- und Pflegeausschuss, wo er auch nach der Stortingswahl 2017 verblieb. Ab Oktober 2017 gehörte er erneut dem Fraktionsvorstand an.

### Landwirtschaftsminister
Am 31. August 2018 wurde Hoksrud zum Landwirtschafts- und Ernährungsminister in der Regierung Solberg ernannt. Den Posten behielt er nur bis zum 22. Januar 2019, da der Posten anschließend an Olaug Bollestad von der damals neu der Regierung beigetretenen Kristelig Folkeparti (KrF) übernommen wurde.
Mit seinem erneuten Ausscheiden aus der Regierung kehrte er in das Storting zurück. Dort wurde er im Januar 2020 stellvertretender Fraktionsvorsitzender des Transport- und Kommunikationsausschusses und stellvertretender Fraktionsvorsitzender. Im Anschluss an die Wahl 2021 wurde er zweiter stellvertretender Vorsitzender im Gesundheits- und Pflegeausschuss und erneut zweiter stellvertretender Fraktionsvorsitzender.

## Kontroverse
Im September 2011 zeigten Fernsehbilder, wie Hoksrud ein Bordell im lettischen Riga verließ, was deshalb Aufmerksamkeit erregte, da es für Norweger auch im Ausland illegal ist, Prostituierte aufzusuchen. Er musste eine Strafe von 25.000 Kronen zahlen.